# Heather O'Reilly
Heather Ann O'Reilly conosciuta anche come HAO dalle iniziali del suo nome (New Brunswick, 2 gennaio 1985) è un'ex calciatrice statunitense di ruolo centrocampista.
Tre volte medaglia d'oro olimpica e campionessa del mondo a Canada 2015 con la nazionale statunitense, è considerata, secondo la FIFA, una delle migliori giocatrici di calcio femminile di sempre.

## Carriera

### Scuola superiore
Quando era residente a East Brunswick Township (New Jersey), O'Reilly giocava nella squadra di calcio femminile al East Brunswick High School. Nel suo quattro anni di carriera ha segnato 143 gol. Nel 2001 ha guidato la squadra a vincere il titolo del New Jersey High School.
Durante il liceo, O'Reilly è stato un membro della National Honor Society e ha giocato nella squadra di basket della scuola. Nel suo ultimo anno, è stata nominata Parade All-American e Parade National Player of the Year. Nel 2002, è stata nominata Gatorade High School National Player of the Year e National Soccer Coaches Association Player of the Year.

### Università
Mentre era all'University of North Carolina giocava per il North Carolina Tar Heels women's soccer dal 2003 al 2006. È apparsa 97 volte per i Tar Heels, segnando 59 gol. Lei ha portato la sua squadra a diventare campioni nazionali nel 2003 e nel 2006. Nel suo ultimo anno l'ESPN Magazine l'ha nominata All-American Player of the Year ed è stata insignita del NCAA Today's Top VIII Award dopo il suo ultimo anno.
La sua maglia (numero 20) è stata ritirata dal campionato.

### Club
O'Reilly ha giocato per il New Jersey Wildcats di W-League dal 2004 al 2005, vincendo il campionato nel 2005.

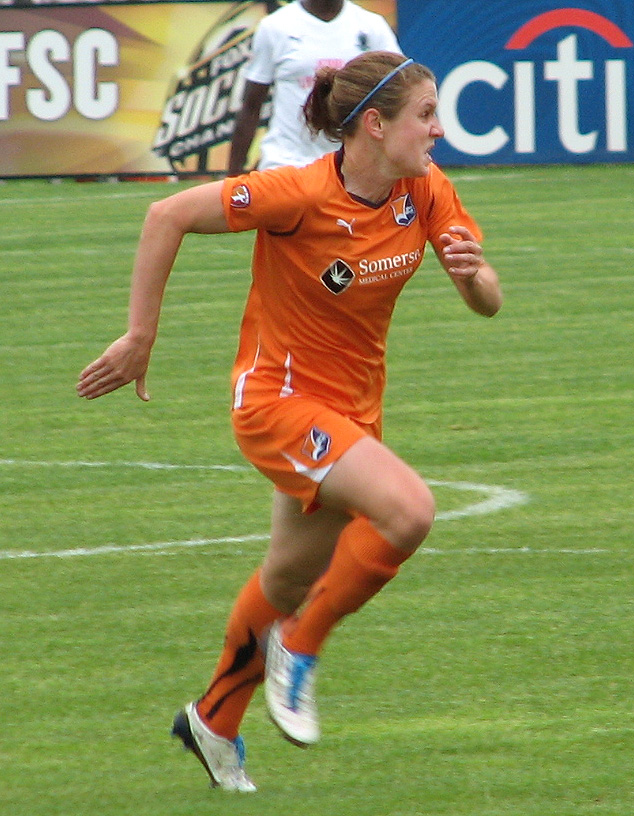
Heather mentre gioca per la Sky Blue, 2010.

Lei si è trasferita alla Sky Blue di Women's Professional Soccer il 16 settembre 2008, insieme a Natasha Kai e Christie Rampone. È apparsa in 17 partite come co-capitano del campionato 2009, che portava i Blue Sky a un ancoraggio di spareggio inaspettato. Nel campionato Play-off 2009 nella partita contro i Los Angeles Sol, ha segnato l'unico gol.

### Nazionale
Nel 2002, mentre era ancora al liceo, O'Reilly fu convocata nella squadra nazionale degli Stati Uniti. O'Reilly ha fatto la sua prima apparizione con la Nazionale il 1º marzo 2002contro la Svezia.
Dopo essersi ripresa dalla rottura di una fibula in una partita di un anno prima, O'Reilly ha partecipato alle Olimpiadi estive 2004 ad Atene. A diciannove anni, era la più giovane giocatrice. Il 23 agosto 2004, O'Reilly ha segnato il gol vittoria durante la semifinale olimpica contro la Germania, portando gli Stati Uniti in finale, in cui hanno sconfitto il Brasile conquistando la medaglia d'oro.
Nel Coppa del Mondo femminile del 2007, O'Reilly ha segnato contro la Corea del Nord al 69', fissando il risultato sul 2-2. Ha salvato così gli americani da un devastante sconfitta nella partita di apertura. Gli Stati Uniti hanno finito per prendere la medaglia di bronzo, con O'Reilly che ha segnato un gol durante la vittoria per 4-1 contro il Norvegia. È stata nominata come Sports Illustrated's 2007 Sportsman of the Year.
O'Reilly ha partecipato anche alle Olimpiadi estive 2008 a Pechino. Ha segnato il gol più veloce nella storia del calcio olimpico femminile contro la Nuova Zelanda facendo avanzare la sua squadra ai quarti di finale. Ha anche segnato un gol nella semifinale contro il Giappone. La squadra ha poi vinto la medaglia d'oro. Prima delle Olimpiadi estive, la rivista Time l'ha classificata numero 15 nella lista dei 100 atleti olimpici da tenere d'occhio.
Nel 2011, è stata convocata per la Coppa del Mondo e durante la fase a gironi, ha segnato il primo dei tre gol degli Stati Uniti contro Colombia.
Durante le Olimpiadi estive 2012 di Londra, al 123º della semifinale contro il Canada, ha fatto un assist decisivo per Alex Morgan che ha messo a segno la rete decisiva, portando gli USA in finale contro il Giappone.
Nel 2019 annuncia il suo ritiro dal calcio giocato. Tre anni più tardi, nel 2022, ha deciso di tornare in campo.

#### Gol internazionali
| Lineup           | Inizio - gioca l'intero match Inizio(giocatore, numero) - sostituito dal giocatore al numero minuto del match Sost.(giocatore, numero) - sostituisce il giocatore al numero minuto del match |
| Min              | Il minuto in cui è stato segnato il gol |
| Assist/passaggio | Palla passata al giocatore che lo ha portato a segnare un gol |
| sup              | Essendo finito il tempo regolamentare si va ai tempi supplementari |
| rigori           | Gol segnato su rigore al seguito di un fallo. (Non sono inclusi i rigori segnati durante i calci di rigore al termine dei supplementari.)                                                    |

|    | Data              | Località           | Avversario      | Ingresso in Campo    | Min | Assist/passaggio | Risultato | Competizione                                                  |
| -- | ----------------- | ------------------ | --------------- | -------------------- | --- | ---------------- | --------- | ------------------------------------------------------------- |
| 1  | 6 ottobre 2002    | Cary, NC           | Italia          | Sost. (Hucles, 66)   | 69  | Julie Foudy      | 4-0       | 2002 Nike U.S. Women's Cup                                    |
| 2  | 23 gennaio 2003   | Yiwu               | Norvegia        | Sost. (Milbrett, 67) | 87  | Aly Wagner       | 3-1       | Four Nations Tournament                                       |
| 3  | 15-06-2003        | Salt Lake City, UT | Irlanda         | Inizio (Milbrett, 4) | 2   | Julie Foudy      | 5-0       | Amichevole                                                    |
| 4  | 23 agosto 2004    | Candia             | Germania        | Sost. (Tarpley, 75)  | 99  | Mia Hamm         | 2-1 sup   | Olimpiadi di Atene 2004 - semifinale                          |
| 5  | 10 luglio 2005    | Portland, OR       | Ucraina         | Sost. (Milbrett, 77) | 89  | Kate Markgraf    | 7-0       | Amichevole                                                    |
| 6  | 11 marzo 2006     | Quarteira          | Danimarca       | Inizio               | 29  | Abby Wambach     | 5-0       | Algarve Cup 2006                                              |
| 7  | 11 marzo 2006     | Quarteira          | Danimarca       | Inizio               | 31  | Kristine Lilly   | 5-0       | Algarve Cup 2006                                              |
| 8  | 23 luglio 2006    | San Diego, CA      | Irlanda         | Inizio (Rapinoe, 69) | 20  | Christie Welsh   | 5-0       | Amichevole                                                    |
| 9  | 28 gennaio 2007   | Canton             | Inghilterra     | Inizio               | 17  | Natasha Kai      | 1-1       | Torneo Quattro Nazioni                                        |
| 10 | 12 maggio 2007    | Frisco, TX         | Canada          | Sost. (Tarpley, 62)  | 73  | Aly Wagner       | 6-2       | Amichevole                                                    |
| 11 | 25 agosto 2007    | Carson, CA         | Finlandia       | Inizio               | 76  | Carli Lloyd      | 4-0       | Amichevole                                                    |
| 12 | 11 settembre 2007 | Chengdu            | Corea del Nord  | Inizio (Kai, 92+)    | 69  | senza assist     | 2-2       | Campionato mondiale 2007                                      |
| 13 | 30 settembre 2007 | Shanghai           | Norvegia        | Inizio               | 59  | Lindsay Tarpley  | 4-1       | Coppa del Mondo di Calcio femminile 2007 - finale terzo posto |
| 14 | 13 ottobre 2007   | Saint Louis, MO    | Messico         | Inizio               | 32  | Leslie Osborne   | 5-1       | Amichevole                                                    |
| 15 | 20 ottobre 2007   | Albuquerque, NM    | Messico         | Inizio               | 62  | Natasha Kai      | 1-1       | Amichevole                                                    |
| 16 | 3 marzo 2008      | Alvor              | Italia          | Inizio               | 74  | senza assist     | 2-0       | Algarve Cup 2008                                              |
| 17 | 10 marzo 2008     | Alvor              | Norvegia        | Inizio (Heath, 70)   | 65  | Leslie Osborne   | 4-0       | Algarve Cup 2008                                              |
| 18 | 4 aprile 2008     | Ciudad Juárez      | Giamaica        | Inizio               | 88  | Lindsay Tarpley  | 6-0       | Qualificazioni olimpiche CONCACAF 2008-fase a gruppi          |
| 19 | 11 aprile 2008    | Ciudad Juárez      | Costa Rica      | Inizio (Hucles, 83)  | 72  | Natasha Kai      | 3-0       | Qualificazioni olimpiche CONCACAF 2008-Semifinale             |
| 20 | 12 agosto 2008    | Shenyang           | Nuova Zelanda   | Inizio (Wagner, 76)  | 1   | Carli Lloyd      | 4-0       | Olimpiadi estive di Beijing 2008 - fase a gruppi              |
| 21 | 18 agosto 2008    | Pechino            | Giappone        | Inizio               | 70  | Heather Mitts    | 4-2       | Olimpiadi estive di Beijing 2008 - Semifinale                 |
| 22 | 13 settembre 2008 | Filadelfia, PA     | Irlanda         | Inizio               | 86  | senza assist     | 2-0       | Amichevole                                                    |
| 23 | 1º novembre 2008  | Richmond, VA       | Corea del Sud   | Inizio               | 38  | Natasha Kai      | 3-0       | Amichevole                                                    |
| 24 | 8 novembre 2008   | Tampa, FL          | Corea del Sud   | Inizio (Dalmy, 74)   | 72  | Natasha Kai      | 1-0       | Amichevole                                                    |
| 25 | 17 dicembre 2008  | Detroit, MI        | Cina            | Inizio (White, 62)   | 32  | Lindsay Tarpley  | 1-0       | Amichevole                                                    |
| 26 | 22 maggio 2010    | Cleveland, OH      | Germania        | Inizio               | 35  | Amy Rodriguez    | 4-0       | Amichevole                                                    |
| 27 | 2 ottobre 2010    | Kennesaw, GA       | Cina            | Inizio (Lilly, 62)   | 37  | senza assist     | 2-1       | Amichevole                                                    |
| 28 | 9 marzo 2011      | Faro               | Islanda         | Inizio               | 55  | Shannon Boxx     | 4-2       | Algarve Cup 2011 - Finale                                     |
| 29 | 18 maggio 2011    | Cary, NC           | Giappone        | Inizio (Cheney, 72)  | 69  | Carli Lloyd      | 2-0       | Amichevole                                                    |
| 30 | 2 luglio 2011     | Sinsheim           | Colombia        | Inizio (Heath, 62)   | 12  | senza assist     | 3-0       | Coppa del Mondo femminile 2011 - fase a gruppi                |
| 31 | 20 gennaio 2012   | Vancouver          | Rep. Dominicana | Inizio               | 17  | Ali Krieger      | 14-0      | Qualificazioni olimpiche CONCACAF 2012-fase a gruppi          |
| 32 | 20 gennaio 2012   | Vancouver          | Rep. Dominicana | Inizio               | 31  | Lauren Cheney    | 14-0      | Qualificazioni olimpiche CONCACAF 2012-fase a gruppi          |
| 33 | 20 gennaio 2012   | Vancouver          | Rep. Dominicana | Inizio               | 64  | Amy Rodriguez    | 14-0      | Qualificazioni olimpiche CONCACAF 2012-fase a gruppi          |
| 34 | 24 gennaio 2012   | Vancouver          | Messico         | Inizio               | 8   | senza assist     | 4-0       | Qualificazioni olimpiche CONCACAF 2012-fase a gruppi          |
| 35 | 1º settembre 2012 | Rochester, NY      | Costa Rica      | Sost. (Boxx, 46)     | 89  | Sydney Leroux    | 8-0       | Amichevole                                                    |
| 36 | 19 settembre 2012 | Commerce City, CO  | Australia       | Inizio (Rapinoe, 46) | 25  | Alex Morgan      | 6-2       | Amichevole                                                    |

#### Dopo il ritiro
Il 1º agosto 2024 il Como 1907 la arruola come consulente, iniziando a collaborare con lo staff tecnico e il direttore sportivo allo scopo di raggiungere quanto prima la massima serie.

## Vita privata
O'Reilly è laureata sia alla scuola di San Bartolomeo sia alla East Brunswick High School. Figlia di Andrea e Carol O'Reilly, è la più giovane di quattro figli. Ha sposato Dave Werry il 1º ottobre 2011. Ha cambiato legalmente il suo nome in Werry, tuttavia ha deciso di mantenere O'Reilly sul retro della sua maglia.

## Palmarès

### Club

#### Competizioni nazionali
- New Jersey High School: 1

East Brunswick High School: 2001
- Campionato Nazionale Universitario: 2

North Carolina Tar Heels women's soccer: 2003, 2006
- W-League: 1

New Jersey Wildcats: 2005

### Nazionale
- Oro olimpico: 3

Atene 2004, Pechino 2008, Londra 2012

#### Individuale
- Parade All-American: 1

2002
- Parade National Player of the Year: 1

2002
- Gatorade High School National Player of the Year: 1

2002
- National Soccer Coaches Association Player of the Year: 1

2002
- U.S. Soccer Athlete of the Year: 1

Miglior giovane: 2004
- All-American Player of the Year: 1

2006
- NCAA Today's Top VIII Award: 1

2006